# Gnaeus Domitius Afer
Gnaeus Domitius Afer (* in Nemausus; † 59) war ein römischer Politiker, Senator und berühmter Rhetor.

## Leben
Afer wurde im gallischen Nemausus geboren und stammte aus bescheidenen Verhältnissen. Im Jahr 25 war er Prätor. In den folgenden Jahren trat Afer als Ankläger hervor. Seine Wendigkeit rettete ihm im Jahr 39 das Leben (siehe unten). Afer bekleidete in demselben Jahr das Suffektkonsulat. Ab 49 war er curator aquarum. Die Zeit seiner Hauptwirksamkeit besonders als Verteidiger fällt in die Herrschaft des Claudius. Trotz nachlassender Fähigkeiten fiel es ihm im Alter schwer, zurückzutreten.
Afer setzte sich durch Schlauheit und Schmeichelei bei Kaiser Caligula in Gunst. Afer war angeklagt, auf einem Bildnis des Kaisers in der Inschrift sich darüber ausgelassen zu haben, dass derselbe in seinem siebenundzwanzigsten Jahr schon zum zweiten Mal Konsul sei. Caligula lud daher Afer vor den Senat und beschuldigte ihn, sich gegen die kaiserliche Majestät verfehlt zu haben. Indem Afer wusste, wie eitel Caligula auf sein eingebildetes Rednertalent war, so gab er jede Verteidigung auf, scheinbar besiegt von der unüberwindlichen Kraft der kaiserlichen Beredsamkeit, die er in überschwänglicher Weise bewunderte. Er flehte demütigst Caligula an, ihn durch die Kraft seiner Rede nicht gänzlich niederzuschmettern. Dieser plumpe Kunstgriff glückte. Afer wurde von Caligula begnadigt mit den Worten: „Gehe, aber lass dir nicht mehr beikommen, ein guter Redner zu sein“, und kurz darauf wurde Afer von Caligula zum Suffektkonsul erhoben.

## Werk
Afers Werke sind nur fragmentarisch erhalten.
- Reden: pro Cloatilla, pro Voluseno Catulo, pro Laelia, pro Taurinis.
- Mehrere Bücher urbane dicta aus den Reden.
- Zwei Bücher de testibus.

Sein Schüler Quintilian hebt neben schlagfertigen Pointen die maturitas (Reife), das grave et lentum (Das Bedeutende und die Gleichgültigkeit) von Afers Stil hervor. Die Ablehnung moderner Deklamationpraxis zeigt ihn als Anhänger der unverdorbenen Beredsamkeit (Tacitus, Dialogus de oratoribus, 15,3.)